# David Perry (programmeur)
Pour les articles homonymes, voir David Perry et Perry.
David Perry (né le 4 avril 1967 à Lisburn, Irlande du Nord, Royaume-Uni) est un créateur de jeux vidéo et chef d'entreprise britannique. Il est surtout connu pour avoir été le fondateur et président des entreprises Shiny Entertainment et Acclaim Games. Il est l'actuel CEO du service de jeu à la demande Gaikai.

## Biographie
David Perry a passé son enfance dans un petit village appelé Templepatrick puis à Donegore dans le comté d'Antrim. Il fut étudiant à l'école primaire de Templepatrick et diplômé du Methodist College de Belfast.
Il programme son premier jeu à l'âge de 15 ans sur un ordinateur ZX81 Sinclair doté de 1 ko de mémoire (machine doté de 1 ko de ram pour 8 ko de Rom). D'après une interview que David Perry aurait accordé à la BBC, son premier jeu était un jeu de course où le joueur incarnait une sorte de « goutte noire » qui devait éviter les autres « gouttes noires ». Le jeune Irlandais envoie ses petites productions à un magazine et se fait rapidement remarquer. À l'époque, il ne possède même pas de compte en banque, impossible donc pour lui d'encaisser le premier chèque de son employeur. Plus tard [Quand ?] on lui offre son premier emploi pour 3 500 livres par an.
En 1984, il programme l'un de ses premiers succès sur les micro-ordinateurs 8 bits, Pyjama Rama. La même année, il rejoindra en Angleterre Mikro-Gen puis Elite Systems et Mirrorsoft ensuite et enfin Probe Software en 1987. Il y fait également la connaissance de l'animateur Nick Bruty. C'est alors qu'ils réalisent ensemble des jeux de référence sur les plates-formes 8 bits : Trantor: The Last Stormtrooper, Savage, Smash TV, Beyond the Ice Palace… qui se démarquent non seulement par la beauté des graphismes, mais aussi par la qualité de l'animation malgré un nombre important de sprites à l'écran.
David Perry accède à la notoriété dans les années 1990 en rejoignant Virgin Games USA en 1992, après avoir programmé son dernier jeu pour Probe et son 1er jeu de plate-forme sur la Mega Drive : The Terminator qui est moyennement reçu par la critique.
Il développe donc pour Virgin plusieurs jeux sur Mega Drive : Global Gladiators, basé sur la licence McDonald's et Cool Spot qui met en scène un personnage de la marque 7 Up.
C'est, toujours en 1993, qu'il sort un de ses jeux les plus marquants sur cette console, Aladdin, jeu de plate-forme tiré du dessin animé de Disney. Le jeu aurait été programmé en seulement 3 mois pour sortir en même temps que le film en Europe et sera d'ailleurs élu jeu Mega Drive de l'année par le magazine PowerPlay,. Ce qui repoussa la fin du développement d'un autre jeu de plates-formes basé sur un film Disney, Le Livre de la Jungle, qui fut développé, simultanément, voire avant Aladdin,. Le jeu sera achevé (les dix derniers pourcents du jeu, environ) par Eurocom après son départ de chez Virgin. Deux autres jeux basés sur son travail seront achevés et sortiront après son départ : RoboCop versus The Terminator sur Mega Drive et The Terminator sur Mega-CD.
Peu de temps avant la sortie d'Aladdin et en conflit avec Virgin, il fonde, le 1er octobre 1993, à Laguna Beach, Shiny Entertainment, entreprise de développement de jeux, qu'il dirige et qu'il baptise ainsi en hommage à la chanson de R.E.M. : Shiny Happy People. Par ailleurs, une bonne partie de son équipe de chez Virigin le suit, dont Nick Bruty et Tommy Tallarico, son compositeur attitré.
En 1994, Playmates Interactive Entertainment fait appel à Douglas TenNapel pour créer, et à David Perry, pour programmer, le jeu de plate-forme Earthworm Jim, sur Mega Drive et Super Nintendo (avec un niveau en moins). Le jeu se fait remarquer pour ses nombreuses animations et son univers délirant. Il est également le premier jeu à avoir 100% dans le magazine Games Master. S'ensuivront plusieurs suites au gameplay similaire, une série animée, des figurines et des bandes dessinées.
Personnalité extravertie, il affiche à l'époque sa réussite en collectionnant les plus belles voitures de sport.
Après le succès des deux premiers Earthworm Jim, il vend le personnage à Interplay et devient producteur de jeux PC et PlayStation avec des jeux tels que MDK ou Sacrifice.
En 2002, Atari. rachète Shiny pour 47 millions de dollars.
En 2003, les créateurs du film Matrix, Andy et Larry Wachowski, demandent à la compagnie de David Perry, Shiny Entertainment, de développer Enter the Matrix. Elles coécrivent le scénario du jeu et réalisent des scènes inédites tandis que Perry en est le lead designer et également le coscénariste. Inspiré du principe de Max Payne, ce jeu insiste sur le scénario, qui recoupe et complète la trilogie des Wachowski. Si le jeu est un succès commercial (il s'écoule à 6 millions d'exemplaires), les critiques sont mitigées mais une suite sort en 2005 : The Matrix: Path of Neo, qui reçoit également des critiques mitigées.
En mai 2006, il quitte Shiny et crée GameConsultants.com, une société de conseils en développement de jeux vidéo, ainsi que GameInvestors.com.
En 2006, il crée également et devient le président de Acclaim Games, une société de développement de MMO pour PC qui ferme en 2010.
En novembre 2008, Perry crée, à Orange County, en Californie, le studio néerlandais Gaikai.com, un service de cloud computing permettant aux utilisateurs de jouer à un jeu vidéo par l’intermédiaire d’un navigateur Web.
Le 2 novembre 2012, Sony PlayStation rachète Gaikai pour 380 millions de dollars.

## Ludographie

### Jeux développés[9],[10]
- 1984 : Drakmaze (version ZX Spectrum), créateur, programmeur[11]
- 1984 : Pot-Holing Pete (version ZX Spectrum), créateur, programmeur
- 1985 : Pyjamarama (version Amstrad CPC), programmeur[12]
- 1985 : Herbert's Dummy Run (version ZX Spectrum), créateur, programmeur[13]
- 1986 : Three weeks in Paradise (version ZX Spectrum), créateur, programmeur[14]
- 1986 : Stainless Steel (version ZX Spectrum), créateur, programmeur[15]
- 1986 : Ikari Warriors (version ZX Spectrum), programmeur[16]
- 1987 : Great Gurianos (version ZX Spectrum), programmeur[17]
- 1987 : Trantor the last Storm Trooper (version Amstrad CPC), créateur, programmeur[18]
- 1988 : Savage (version ZX Spectrum), créateur, programmeur, (version Amstrad CPC), programmeur, (version DOS), game designer[19]
- 1988 : Beyond the Ice Palace (version Amstrad CPC), programmeur [20]
- 1989 : Tintin sur la Lune (versions Amstrad CPC et ZX Spectrum), programmeur[21]
- 1989 : Teenage Mutant Hero Turtles (version ZX Spectrum), programmeur[22]
- 1990 : Supremacy: Your Will Be Done, (versions Amiga et Atari ST), créateur, programmeur, game designer, (version DOS) concepteur original[23]
- 1990 : Dan Dare III: The Escape, (version Amstrad CPC et ZX Spectrum), créateur, programmeur[24]
- 1991 : Smash TV (versions Amstrad CPC et ZX Spectrum), programmeur[25]
- 1991 : Paperboy 2 (version ZX Spectrum), créateur, programmeur[26]
- 1991 : Extreme (version ZX Spectrum), créateur[27]
- 1992 : Captain Planet (version ZX Spectrum), programmeur, game designer[28]
- 1992 : The Terminator (version Mega Drive), programmeur[29]
- 1993 : Global Gladiators (version Mega Drive), programmeur[30]
- 1993 : Cool Spot (versions Mega Drive et DOS), programmeur[31]
- 1993 : Aladdin (version Mega Drive), programmeur, ingénieur de l'animation, manager du projet, original designer[32]
- 1993 : RoboCop versus The Terminator (version Mega Drive), basé sur son moteur d'animation et développé par son équipe[33],[34],[35],[36]
- 1994 : The Terminator (version Mega CD), concepteur original, aide-programmeur, basé sur son moteur d'animation [37],[38],[39]
- 1994 : Le Livre de la jungle (version Mega Drive), game designer[40]
- 1994 : Earthworm Jim (version Mega Drive), programmeur, (version Super NES), programmeur additionnel[41]
- 1995 : Earthworm Jim: Special Edition (version Mega CD), programmeur additionnel [42]
- 1995 : Earthworm Jim 2 (versions Mega Drive et Super NES), programmeur additionnel[43]
- 1996 : Earthworm Jim 1 & 2: The Whole Can 'O Worms (version DOS), programmeur additionnel[44]
- 1997 : MDK (versions DOS et Windows), producteur[45]
- 1998 : Wild 9 (PlayStation), producteur[46]
- 1999 : R/C Stunt Copter (PlayStation), manager de la production[47]
- 2000 : Messiah (Windows), producteur et voix[48]
- 2000 : Sacrifice (Windows), producteur[49]
- 2003 : Enter the Matrix (Gamecube, PlayStation 2, Windows et Xbox), lead designer[50]
- 2005 : The Matrix: Path of Neo (PlayStation 2, Windows et Xbox), producteur[51]
- 2006 : Bots (Windows), Chief Creative Officer[52]
- 2007 : Top Secret (Windows), créateur, programmeur[53]
- 2007 : The Darkness (PlayStation 3 et Xbox 360), consultant[54]
- 2007 : Les Simpson, le jeu (DS, PlayStation 2, 3, Portable, Wii et Xbox 360), consultant[55]
- 2008 : Dance! Online (Windows), Chief Creative Officer[56]
- 2008 : Tribal Nations (Windows), Chief Creative and Technical Officer[57]
- 2008 : Prize Potato (Windows), Chief Creative Officer[58]
- 2008 : Ponystars (Windows), Chief Creative Officer[59]
- 2008 : MyDivaDoll (Windows), Chief Creative Officer[60]
- 2008 : Dekaron (Windows), Chief Creative Officer[61]
- 2008 : Age of Conan: Hyborian Adventures (Windows), consultant[62]
- 2008 : The Chronicles of Spellborn (Windows), Chief Creative Officer[63]
- 2009 : Hostile Makeover (Windows), garant de qualité[64]
- 2010 : Rock Free (Windows), Chief Creative Officer [65]
- 2014 : SXPD: The Rookie (IPad), créateur, programmeur

### Jeux annulés
- 2007 : Earthworm Jim (PSP)[66]

### Remerciements
- 1994 : Le Livre de la jungle (version NES) [67]
- 1995 : Spot Goes to Hollywood (version Mega Drive)[68]
- 1995 : Earthworm Jim: Special Edition (version Windows)[69]
- 1998 : Sonic Robo Blast 2 (version Windows)[70]
- 2010 : Earthworm Jim HD (PlayStation 3 via PlayStation Network et Xbox 360 via Xbox Live Arcade)[71]
- 2013 : DuckTales: Remastered (PlayStation 3, Wii U, Windows et Xbox 360)[72]

## Filmographie

### Séries télévisées
- 1995 - 1996 : Earthworm Jim, producteur délégué[73]

### Films
- 2014 : Wiener Dogs Internationals, producteur délégué[74]